# Mini (BMW)
MINI — британсько-німецька марка малогабаритних потужних автомобілів преміумкласу, яка виробляєтся концерном BMW. Походження бренду та збірка машин вважаються «британською», а техніка (мотори) – «німецькою», технологія належить BMW.
Не слід плутати з популярною британською маркою Mini 1950-х—1990-х років. MINI — є модерною реплікацією старого, який став «культовим», британського бренду.

## Передісторія
Британська модель малого та дешевого міського автомобіля з поперечно розташованим двигуном та приводом на передні колеса під логотипом Mini вироблялась компаніями Austin Motor Company і Morris Motor Company в 1959—2000 роках. Модель на ринку мала великий попит і тому трохи пізніше 1959 до випуску цієї моделі приєдналися також інші англійські автобудівники: British Motor Corporation (BMC), British Leyland та Rover.

З початку 2000-х років в автобудівництві з'явилася тенденція на випуск нових реплікацій старих і ринково успішних, згодом «культових» автомоделей. Так концерн Фольскваген випустив нового «Жука» (New Beetle), концерн FIAT також пізніше модель Fiat-500. Новий логотип MINI належить концерну BMW. Під цією маркою з 2001 року дочірнє підприємство баварського автоконцерну BMW випускає малогабаритні автомобілі преміумкласу.

## Новий MINI

### Перше покоління (2001-2006)

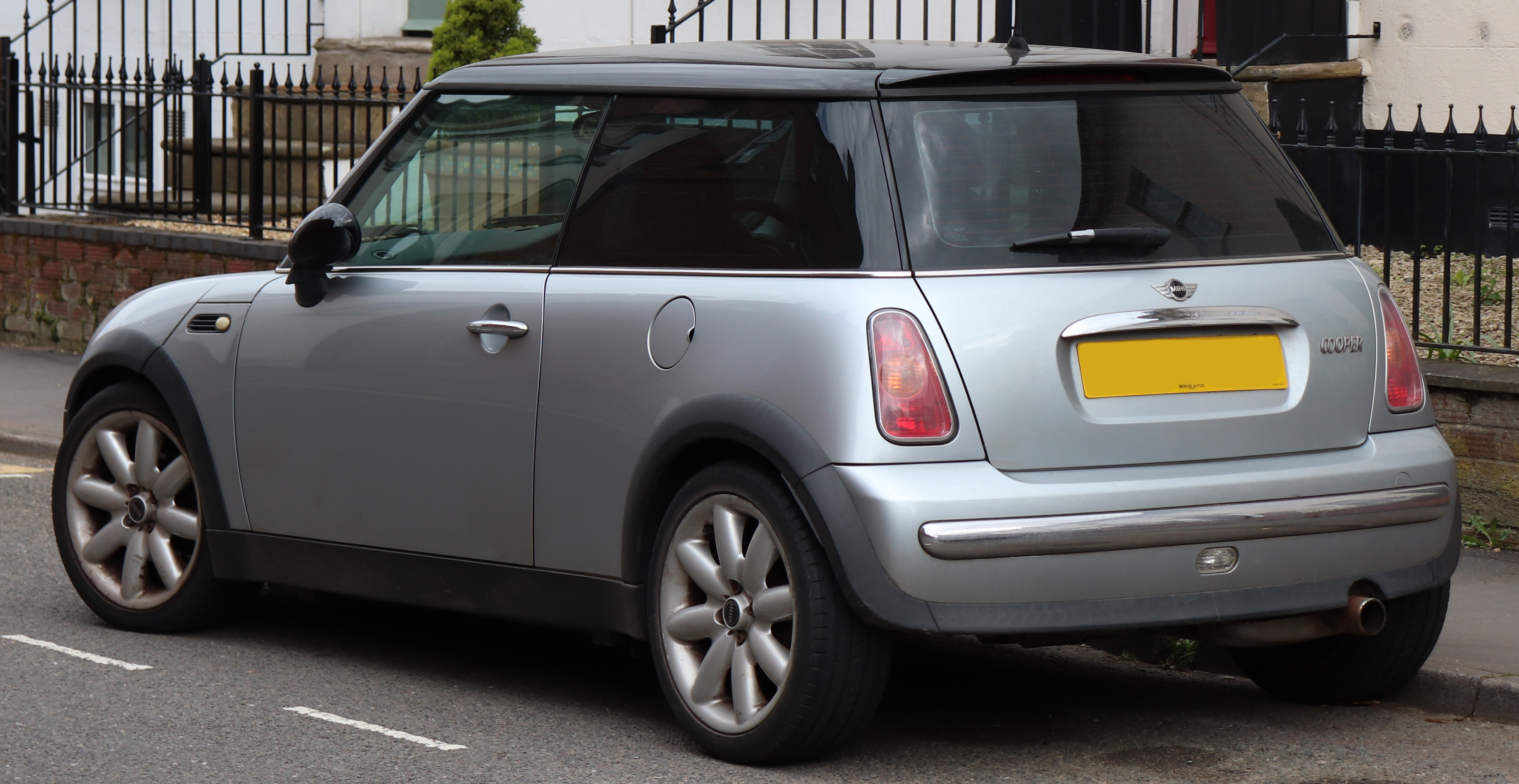

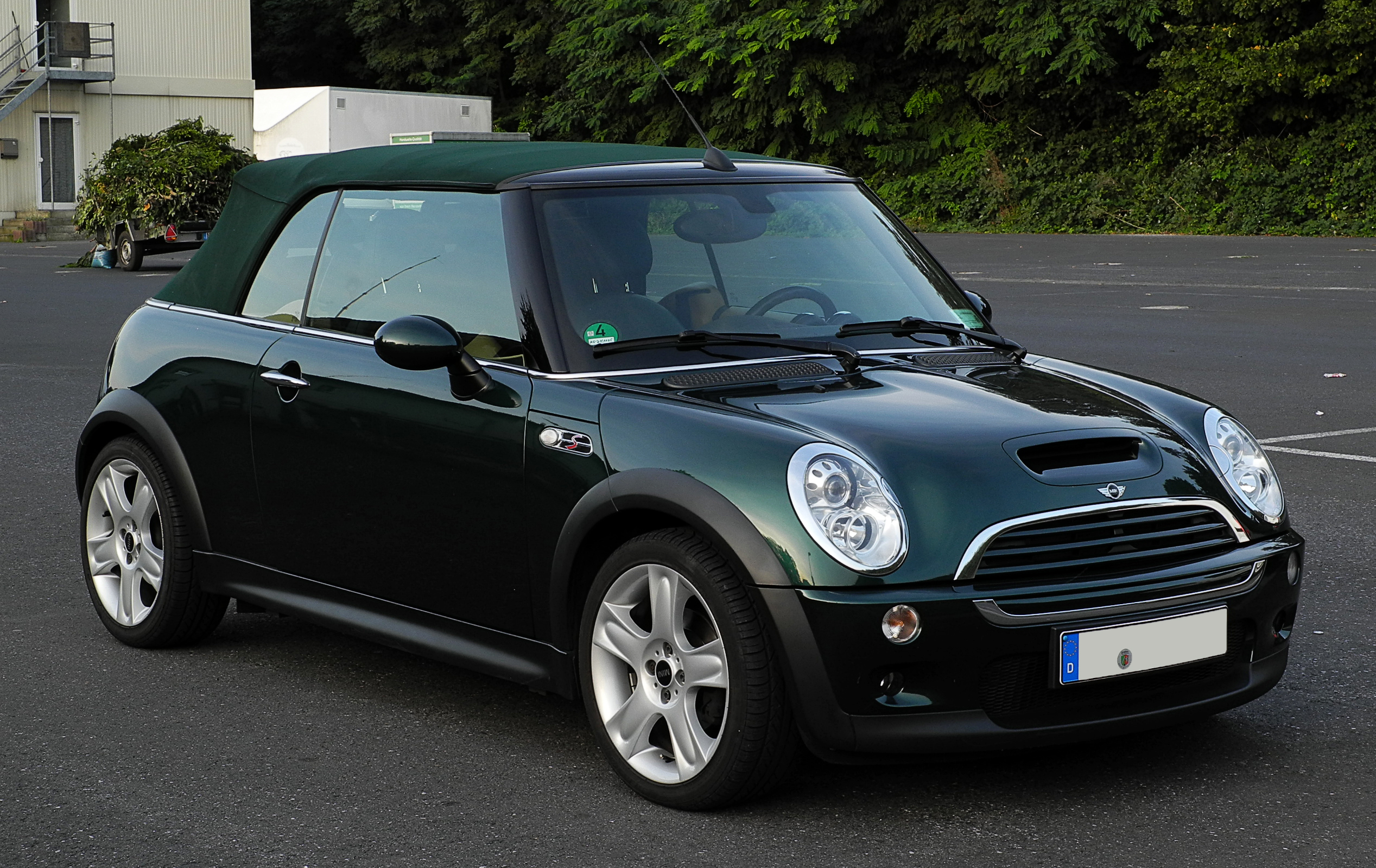
Mini Cooper S Cabriolet (R52)

Перше покоління Mini в баварському виконанні з'явилося у 2000 році. Автомобіль не мав нічого спільного з попередником, крім стилістики. Дизайн створив Френк Стефенсон, який серед іншого працював над такими автомобілями, як Ferrari F430 і McLaren MP4-12C. Спочатку над проєктом працювала і компанія Rover, проте в 1999-му вона відсторонилася, і далі фірма BMW працювала самостійно. Хетчбеки та кабріолети оснащувалися моторами 1.4 л і 1.6 л серії Tritec, а також дизельним двигуном 1.4 л марки Toyota. У цій генерації Mini отримав премію «Північноамериканський автомобіль року».

#### Двигуни
- 1.4L Tritec I4 (One)
- 1.6L Tritec I4 (One, Cooper)
- 1.6L Tritec компресор I4
- 1.4L Toyota 1ND-TV diesel

### Друге покоління (з 2006)

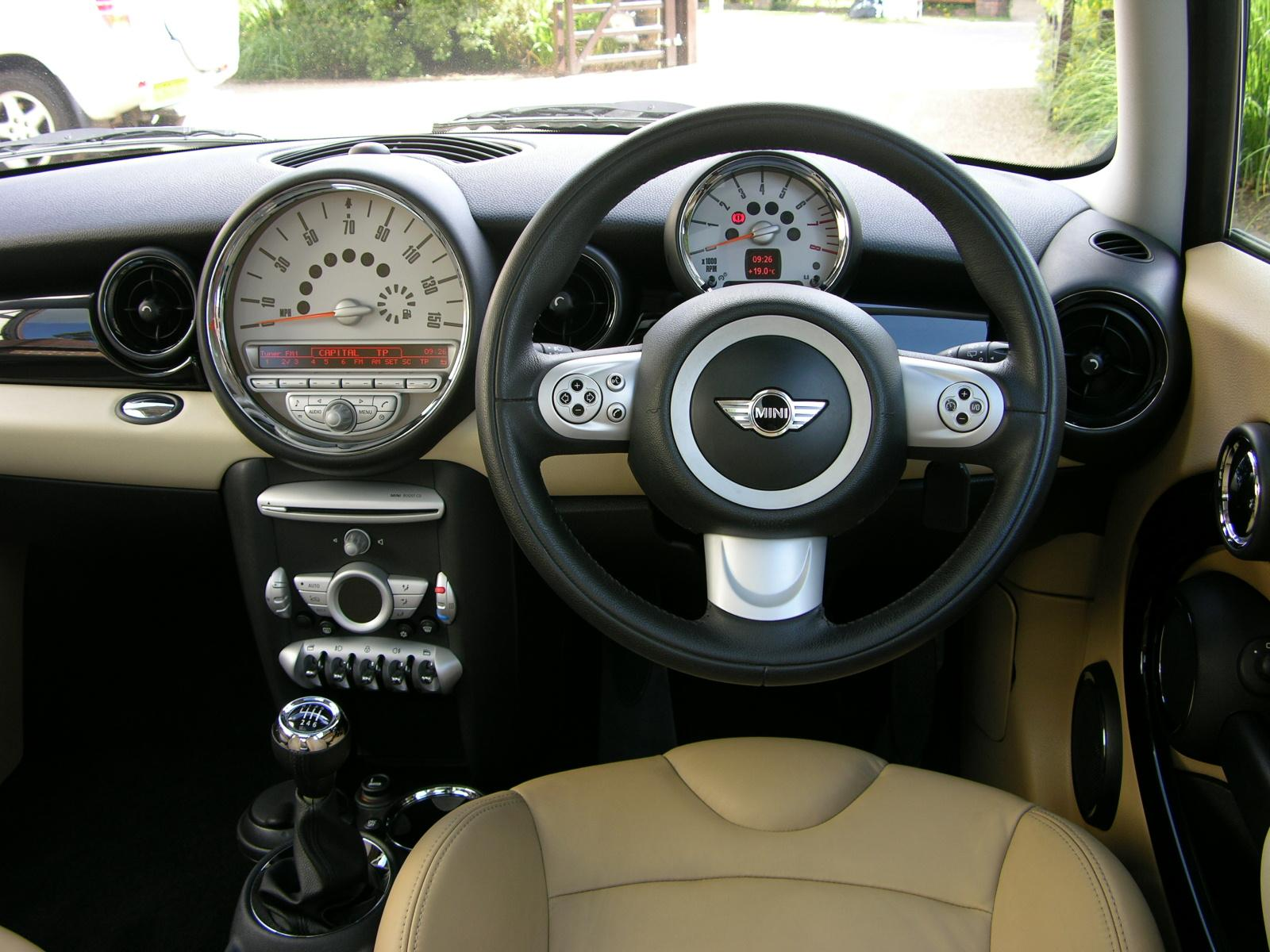

Друге покоління сучасного Mini побачило світ у 2006 році. Платформа була помітно модифікована, під капотом з'явилися двигуни Prince спільної розробки BMW і концерну PSA. Попри зовнішню схожість, всі панелі кузова у Mini другої генерації були новими. Оновлені вимоги з безпеки вилилися в тому числі у збільшення хетчбека — в довжину Mini додав 60 мм. З 2008 року почали встановлювати пакет паливозберігаючих технологій, який на автомобілях BMW називається EfficientDynamics. У моделях Mini його перейменували в Minimalism Technologies.
Всього з 2000 по 2012 рік було продано 2,5 млн машин обох генерацій.

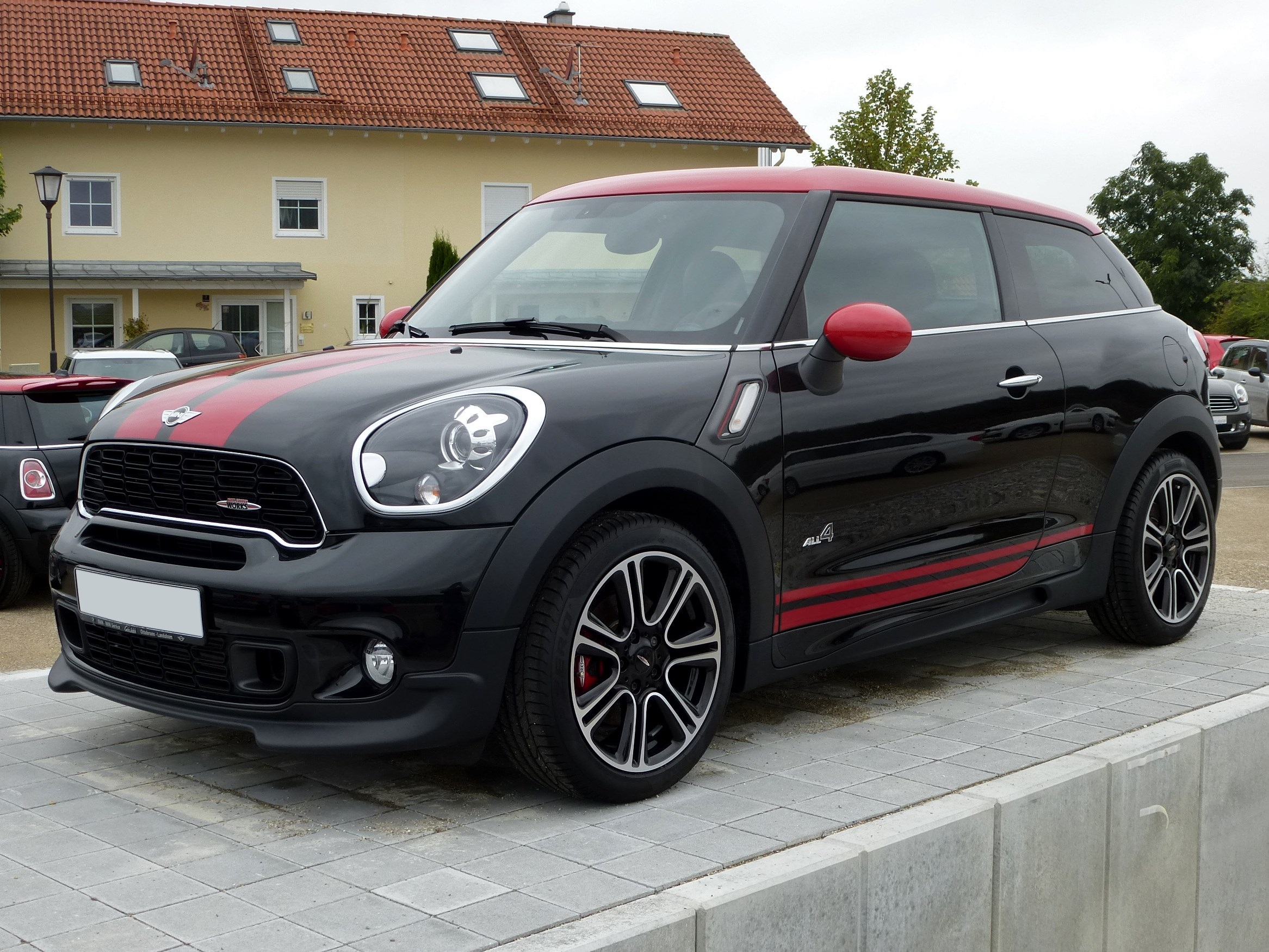
Mini Paceman
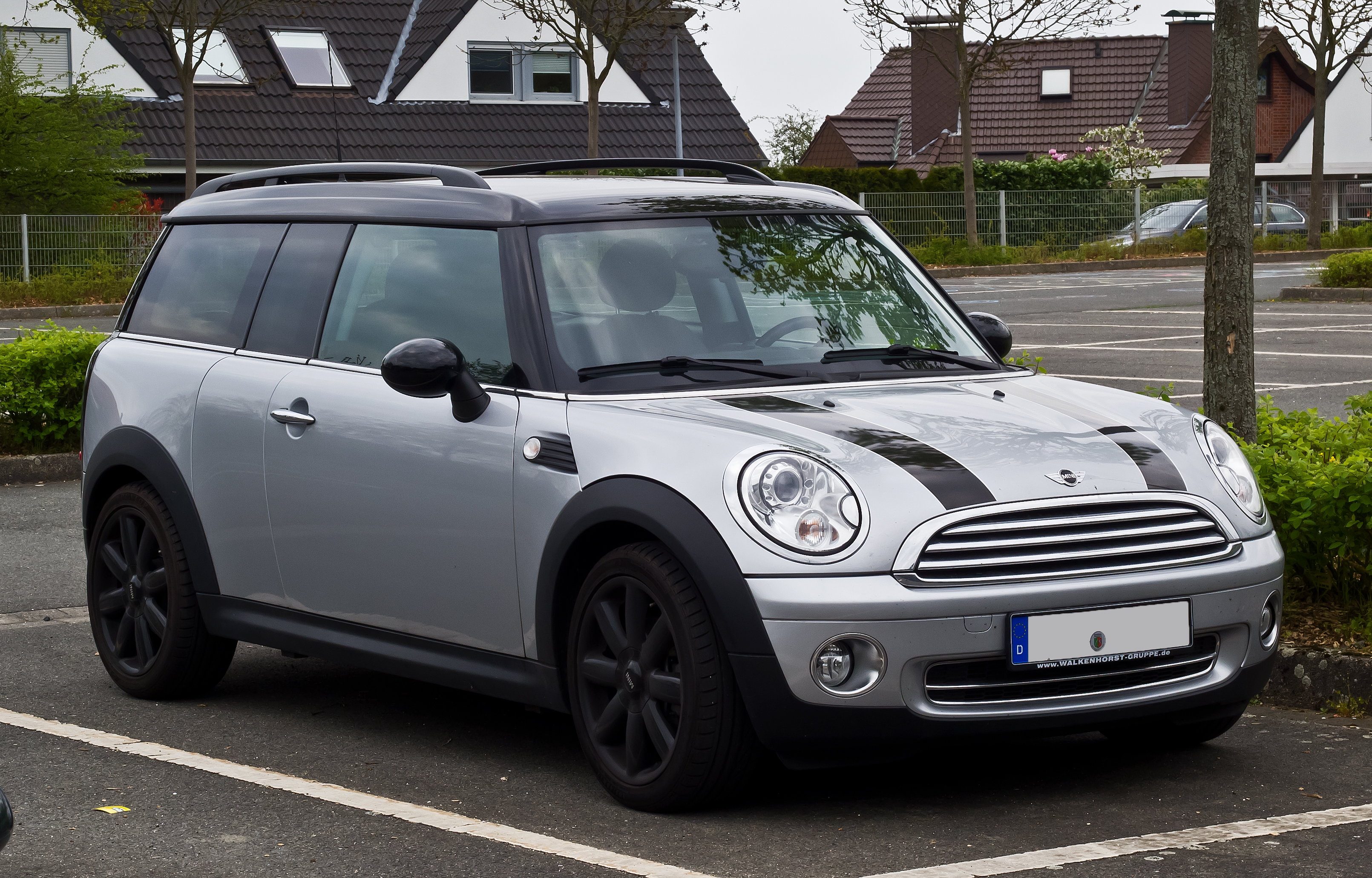
Mini Cooper Clubman (R55)
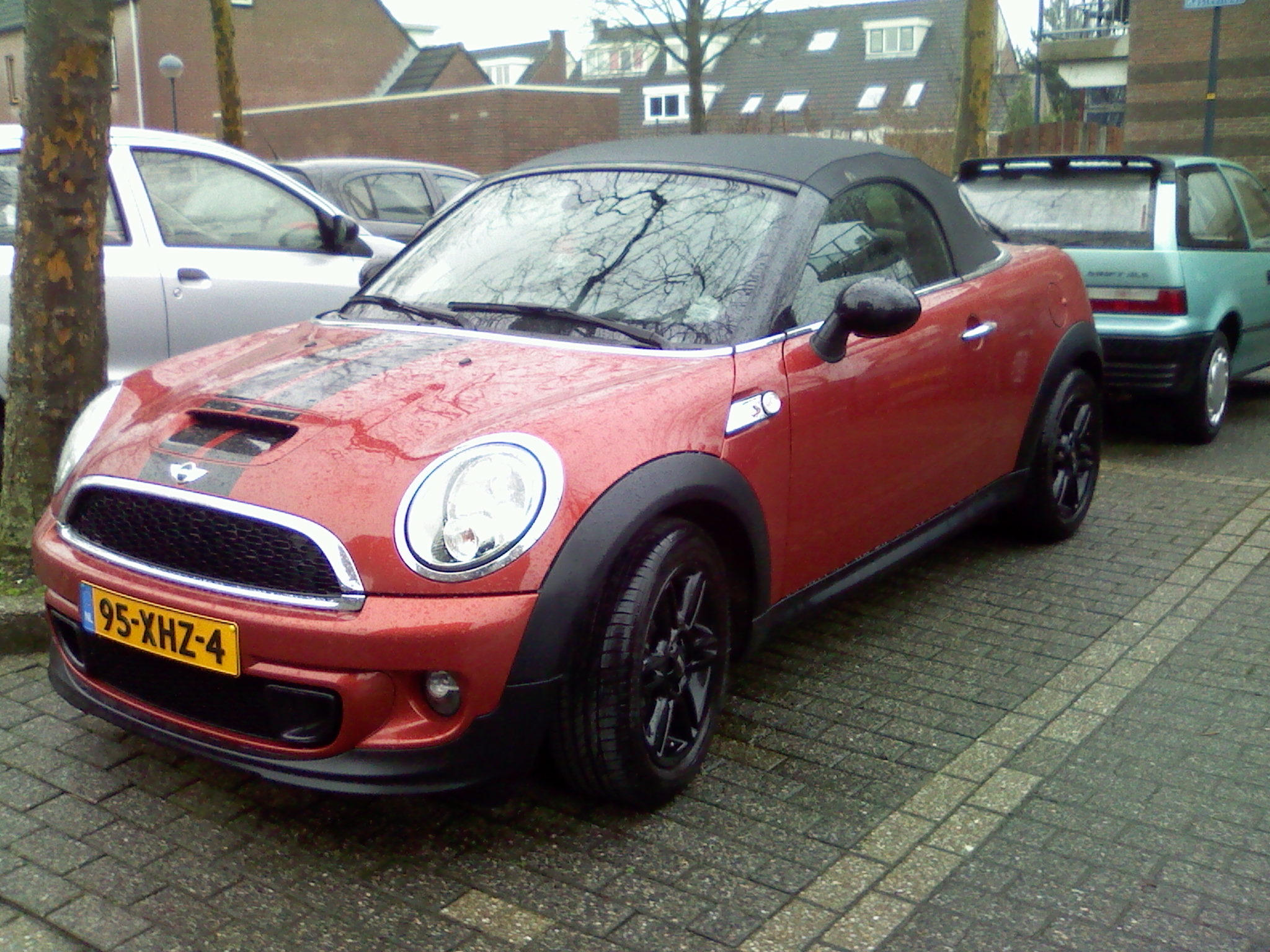
Mini Roadster
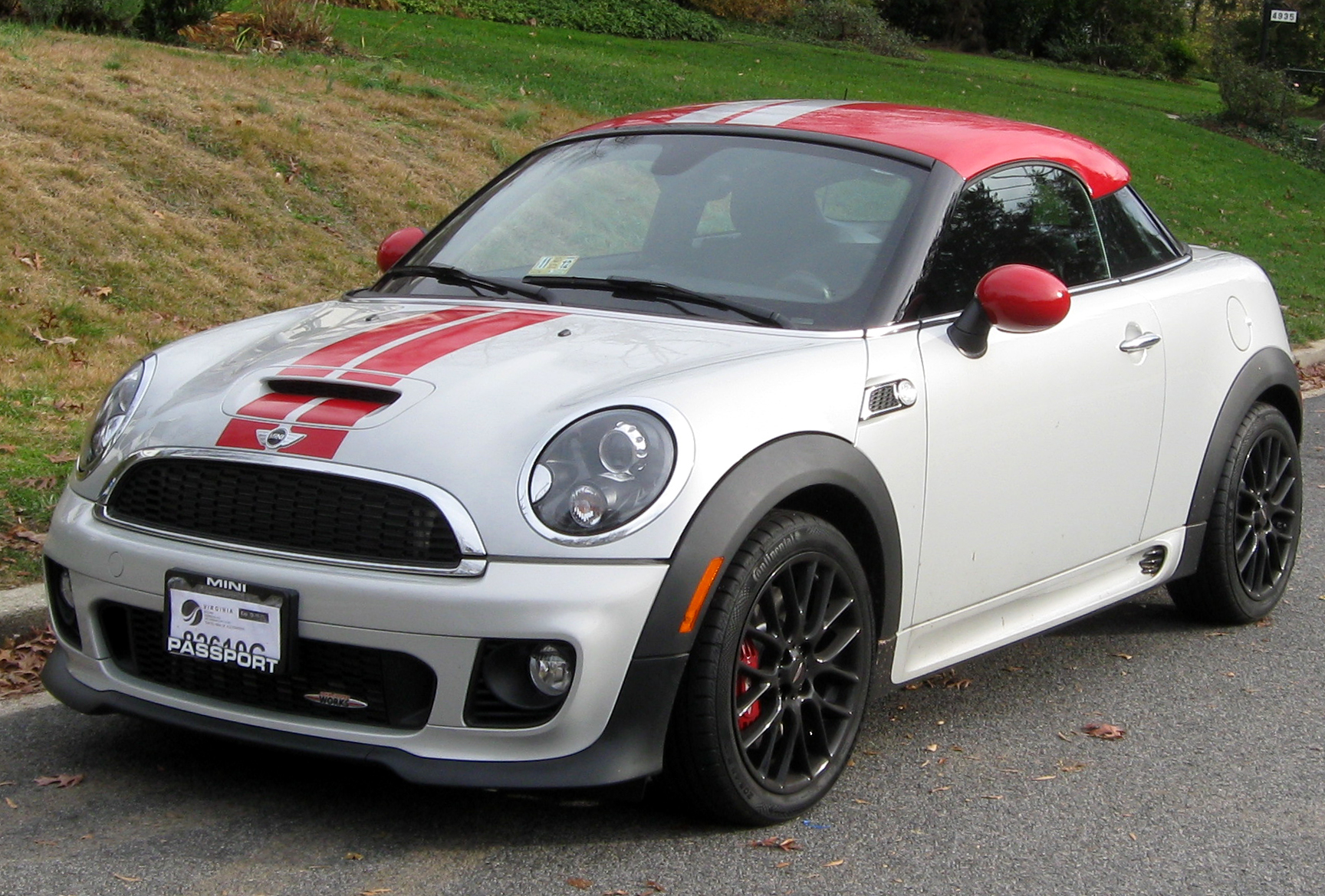
Mini Coupe
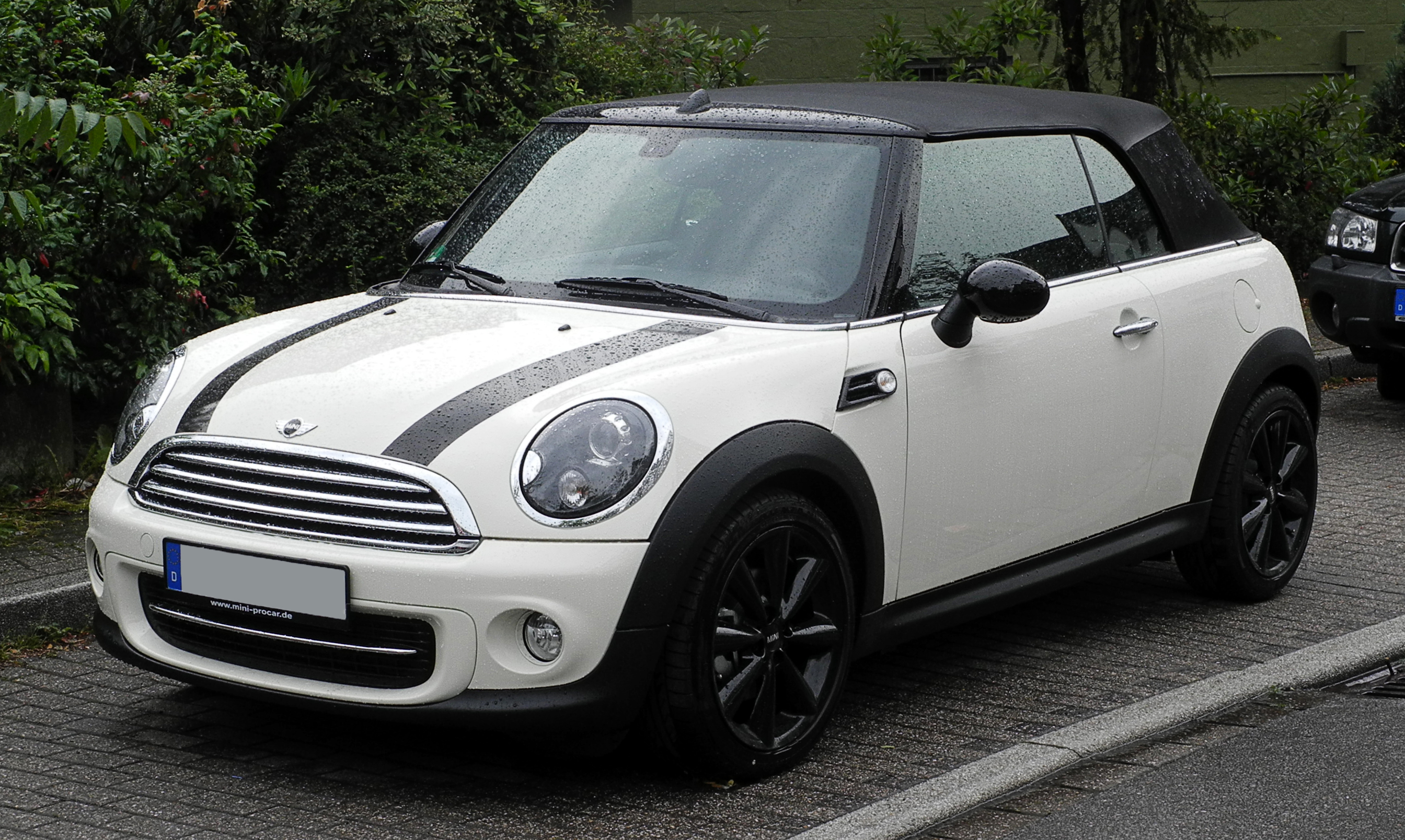
Mini Cooper Cabrio (R57)

#### Двигуни
- 1.4 L Prince I4 (One)
- 1.6 L Prince/BMW N12 I4 (Cooper)
- 1.6 L Prince turbo I4 (Cooper S)
- 1.6 L Peugeot DV6 diesel I4 (Cooper D and One D)
- 2.0 L BMW N47 diesel I4 (Cooper SD)

#### MINI Cabrio
Mini Cabrio R57 — друге покоління кабріолетів Mini (BMW).

#### MINI Coupe
Двомісний Mini Coupe на 4 см нижчий за хетчбек, його лобове скло має на 13° більший нахил. Об'єм багажника значно більший, ніж у хетчбека — 280 л. В кришку багажника вмонтований спойлер з сервоприводом, який активуються і дезактивуються автоматично при досягненні певної швидкості та примусовим натисканням відповідної кнопки. Представлений в комплектаціях Cooper (включаючи S і SD) і JCW.

#### MINI Roadster
Mini Roadster — компактний двомісний родстер зі шкіряним дахом.

#### MINI Clubman
Mini Clubman R55 — трьохдверний універсал Mini (BMW).
2012 Mini Countryman — 03-24-2012 1.JPG|Mini Countryman]]

#### MINI Countryman
У порівнянні з менш габаритним універсалом Clubman, компактний кросовер Countryman на 15 см довший, 10 см ширший і 12 см вищий, та й колісна база у цієї моделі на 4 см довша.

#### MINI Paceman
Докладніше: Mini Paceman
Mini Paceman невеликий трьохдверний позашляховик-купе вперше представлений у 2012 році на автосалоні в Парижі. Автомобіль пропонується з березня 2013 року з чотирма варіантами двигунів на вибір.

### Третє покоління (2014-2023)

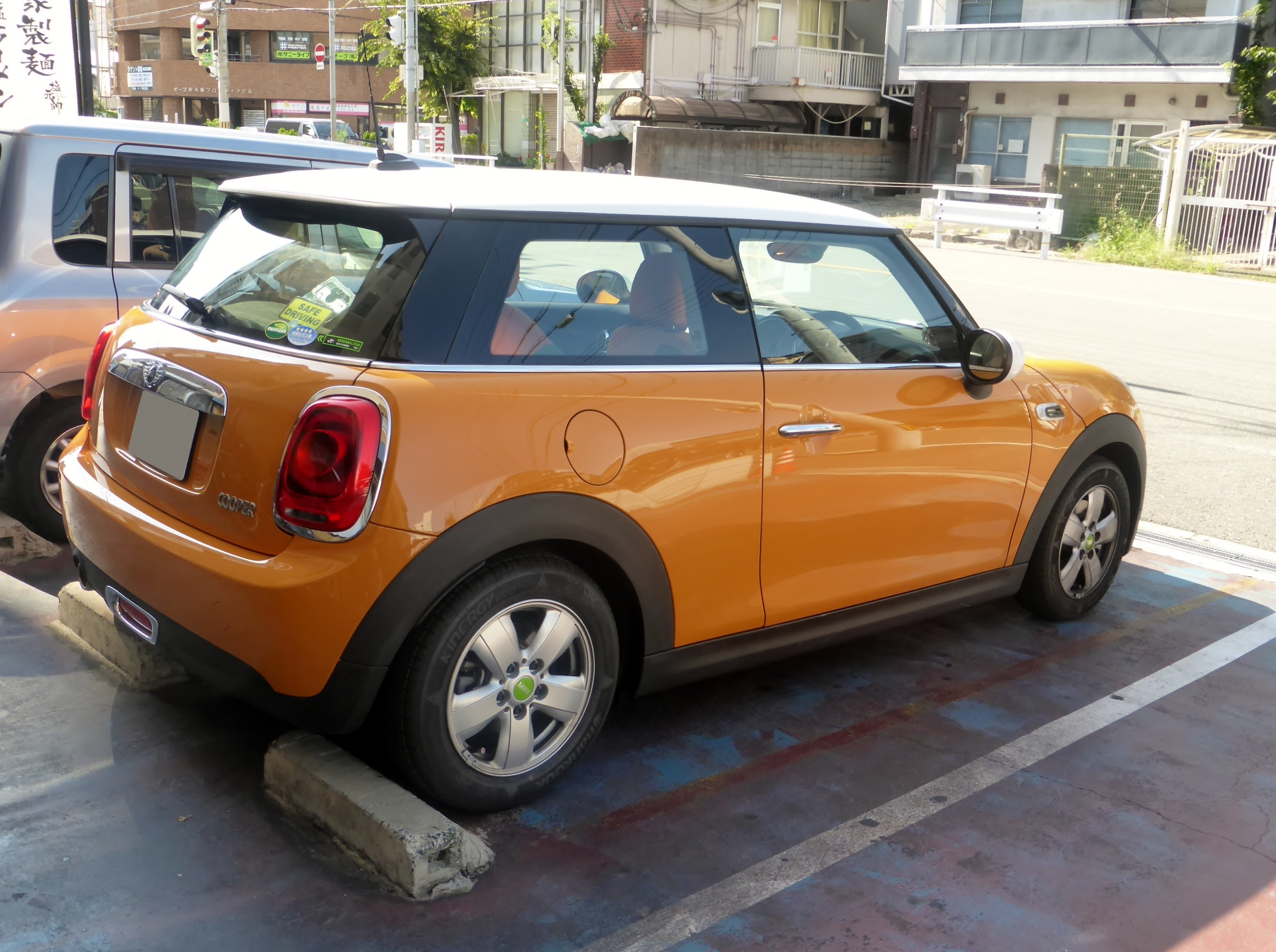
Mini Cooper (F56)

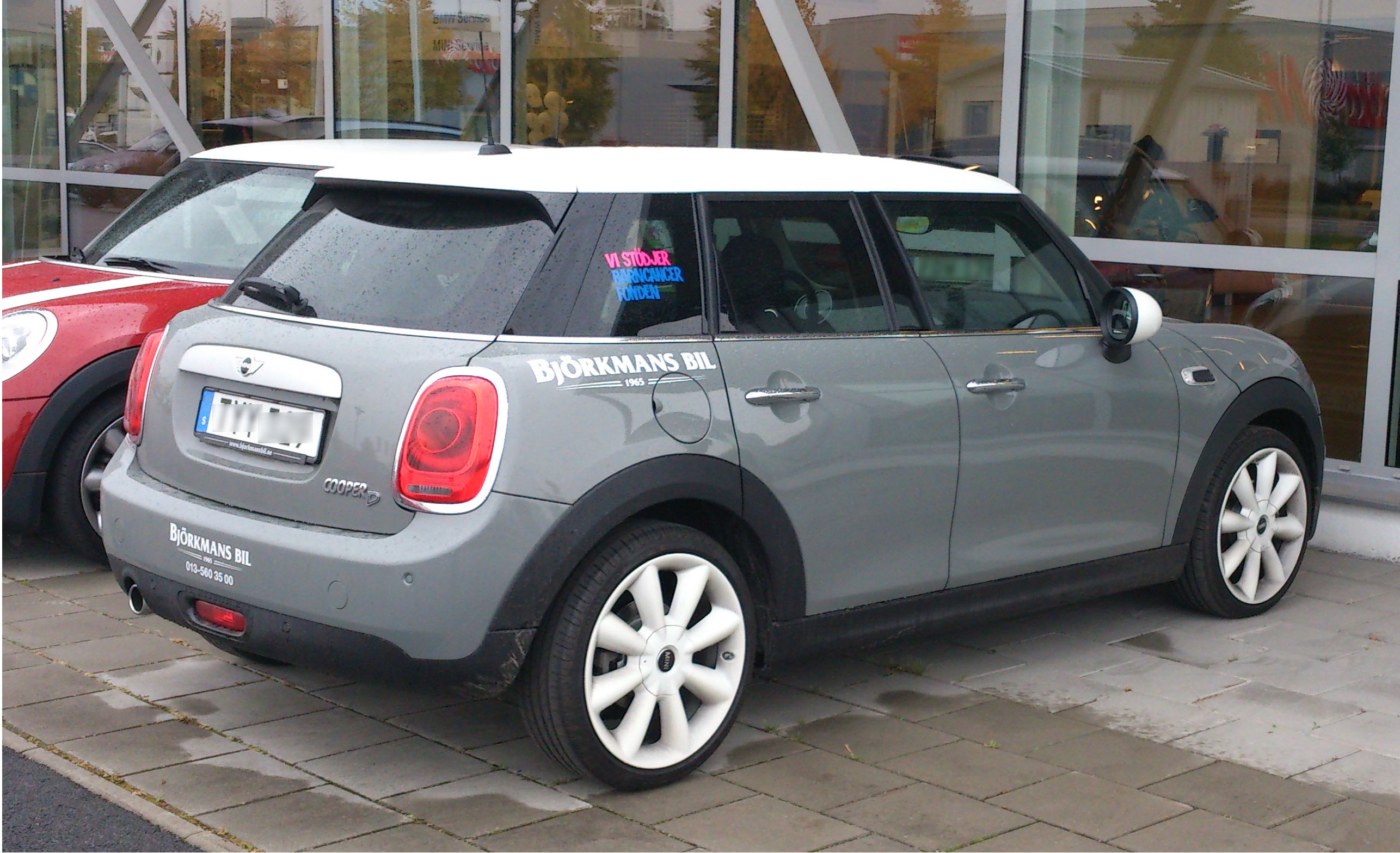
Mini Cooper (F55)

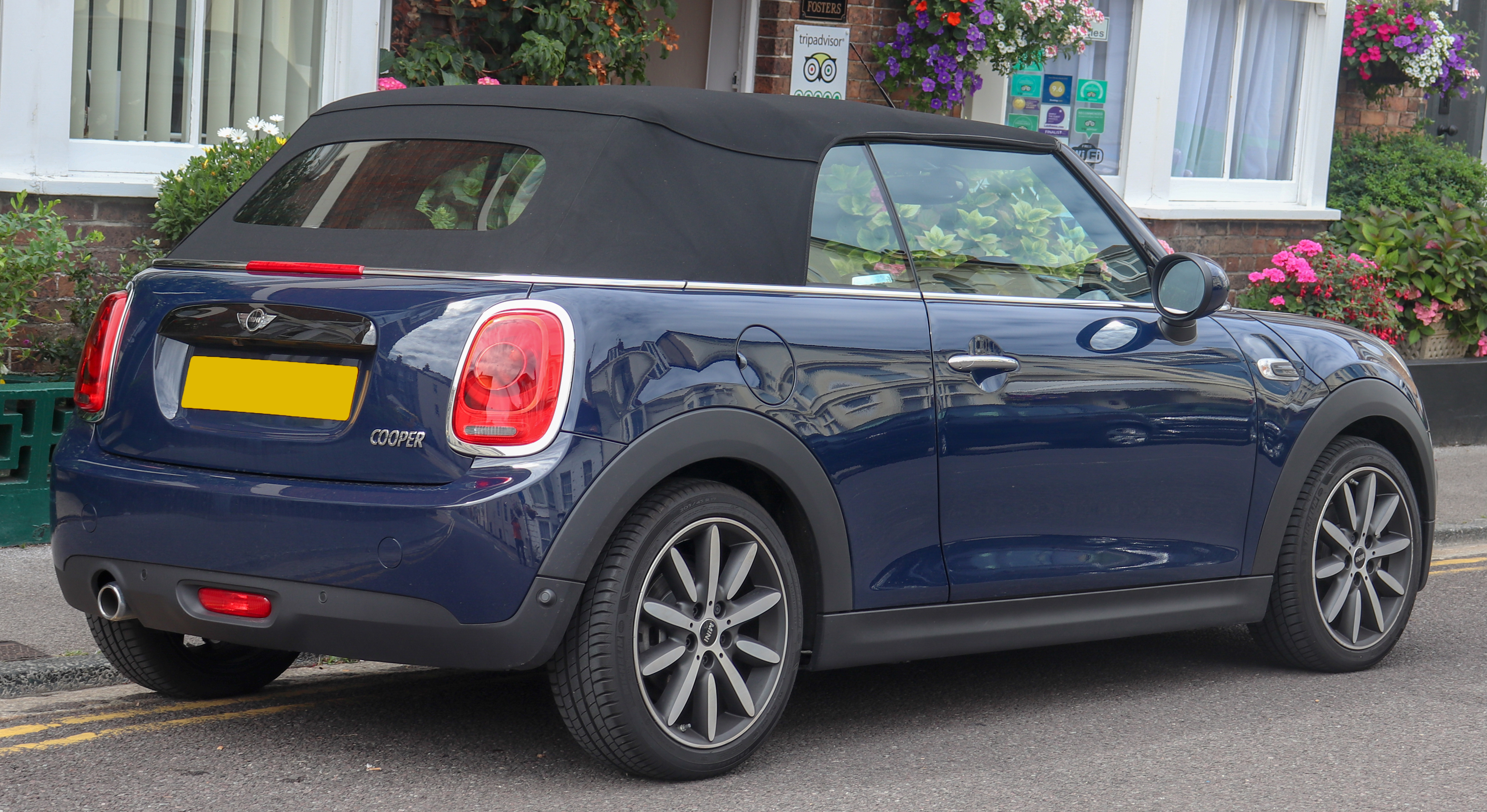
Mini Cooper кабріолет (F57)

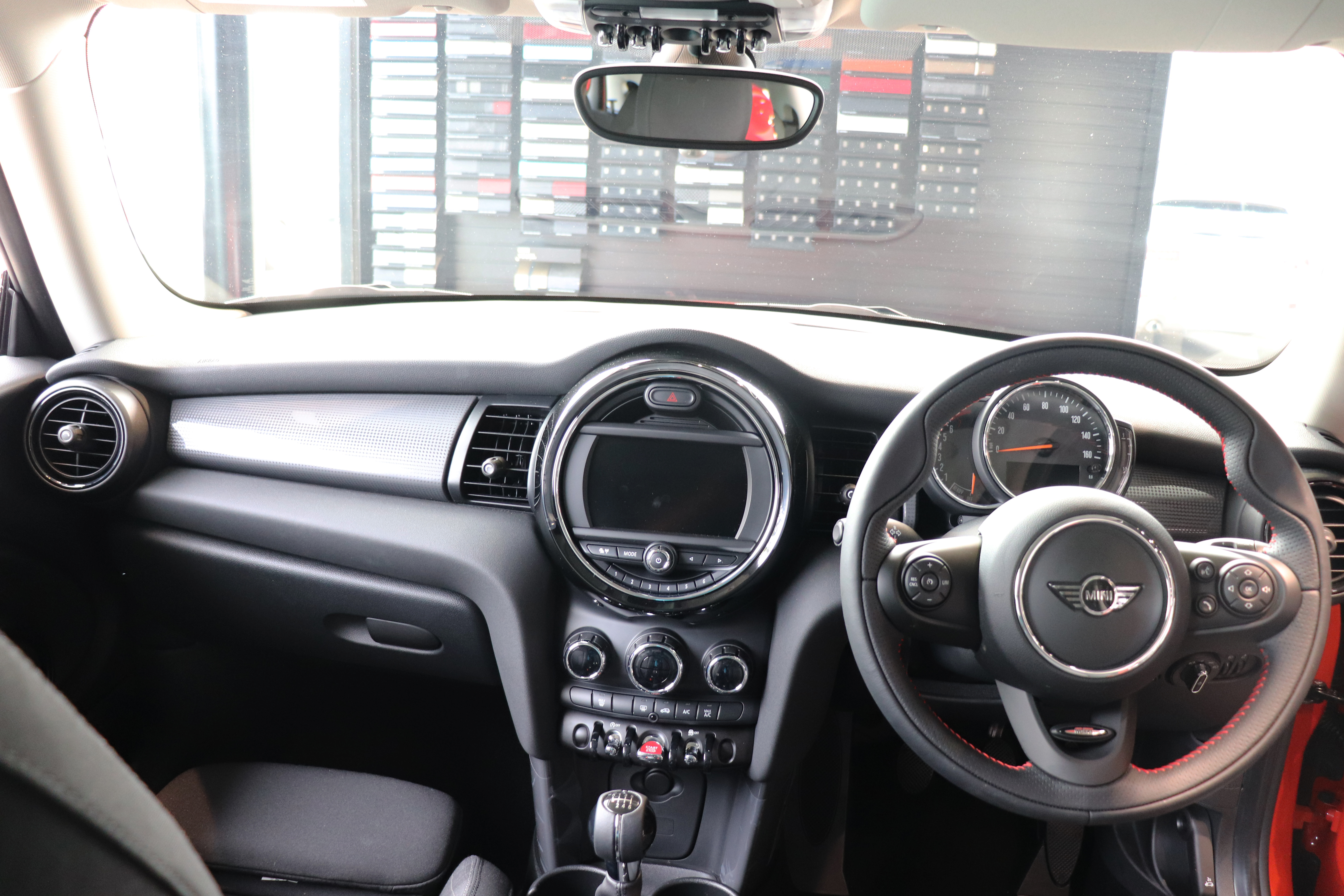

Третє покоління нового Mini в кузові 3-дверний хетчбек (F56) представлене в листопаді 2013 року на автосалоні в Лос-Анджелес, виробництво моделі стартувало у 2014 році. Автомобіль збудовано на новій передньопривідній платформі BMW UKL1, як і BMW 2 Active Tourer. У 2014 році представлений 5-дверний хетчбек створений на подовженій колісній базі (F55).
У 2016 модельному році, усі наявні моделі розроблені як у три, так і у п’ятидверному варіанті. Для легшої орієнтації, перед назвою кожної моделі передбачено наявність літери «D», що визначає її приналежність до дизельного ряду. Отож, вашій увазі буде представлено такі моделі: One, One D, Cooper, Cooper D, Cooper S, Cooper SD і John Cooper Works (JCW).
До базової комплектації входять такі системи безпеки, як: електронний контроль стабільності, антиблокувальні гальма та моніторинг тиску в шинах. нинішній Mini, на перший погляд, виглядає точнісінько так само, як і його попередники. Але прихильники бренду, звісно, помітять більш заокруглені форми та збільшені задні та передні фари. П’ятидверні моделі отримали задні бічні двері з рамами, 72 додаткових міліметри між передніми та задніми колесами та 89 міліметрів для збільшення багажного відділення. На сьогодні місткість багажного відділення становить 278 літрів у моделі на п’ять дверей. Багажне відділення всіх моделей має подвійну підлогу.
У 2021 модельному році MINI повернув механічну коробку передач для моделі Cooper та додав до варіантів оформлення дві спецверсії Mini Convertible (Mini Sidewalk) та Mini Hardtop (John Cooper Works GP).

### Mini Cooper S
Екстер'єр 3 покоління MINI Cooper S  був оновлений, так кузов став приблизно на 10 см довший, на 7 мм вище і на 5 см ширше. Довжина колісної бази також була збільшена і тепер дорівнює 2495 мм. Збільшення довжини колісної бази позитивно позначилося на комфорті пасажирів задніх сидінь й обсязі багажного відсіку. Автомобіль доступний з 3 і 5-дверним кузовом. Фірмові риси MINI Cooper S можна побачити в таких відомих автомобілях, як: Fiat 500 і Volkswagen Beetle, як би їх не намагалися приховати. Автомобіль оснащується 16-дюймовими легкосплавними колесами. Габарити Міні Купер С рівні: довжина - 3850 мм, ширина - 1727 мм, висота - 1414 мм. 
Рівень базового оснащення MINI Cooper S досить непоганий, але, не дивлячись на це, автомобіль навряд чи покине дилерський центр без будь-яких змін. Всі моделі MINI Cooper S оснащуються: литими дисками, електропривідними вікнами та дверними дзеркалами, CD стерео системою з MP3, кондиціонером, центральним замком, 6 подушками безпеки, іммобілайзером, сигналізацією, антиблокувальною системою гальм, бамперами під колір кузова, водійським сидінням з регулюванням по висоті, бічними подушками безпеки, спортивними сидіннями, системою контролю тягового зусилля і сервокермом.

#### Двигуни
- 1.2L turbo B38A12U0 I-3 (One)
- 1.5L turbo B38A15M0 I-3 (Cooper)
- 2.0L turbo I-4 (Cooper S, JCW)
- 1.5L turbo diesel I-3 (One D, Cooper D)
- 2.0L turbo diesel I-4 (Cooper SD)

### Електрична версія (J01; 2023)

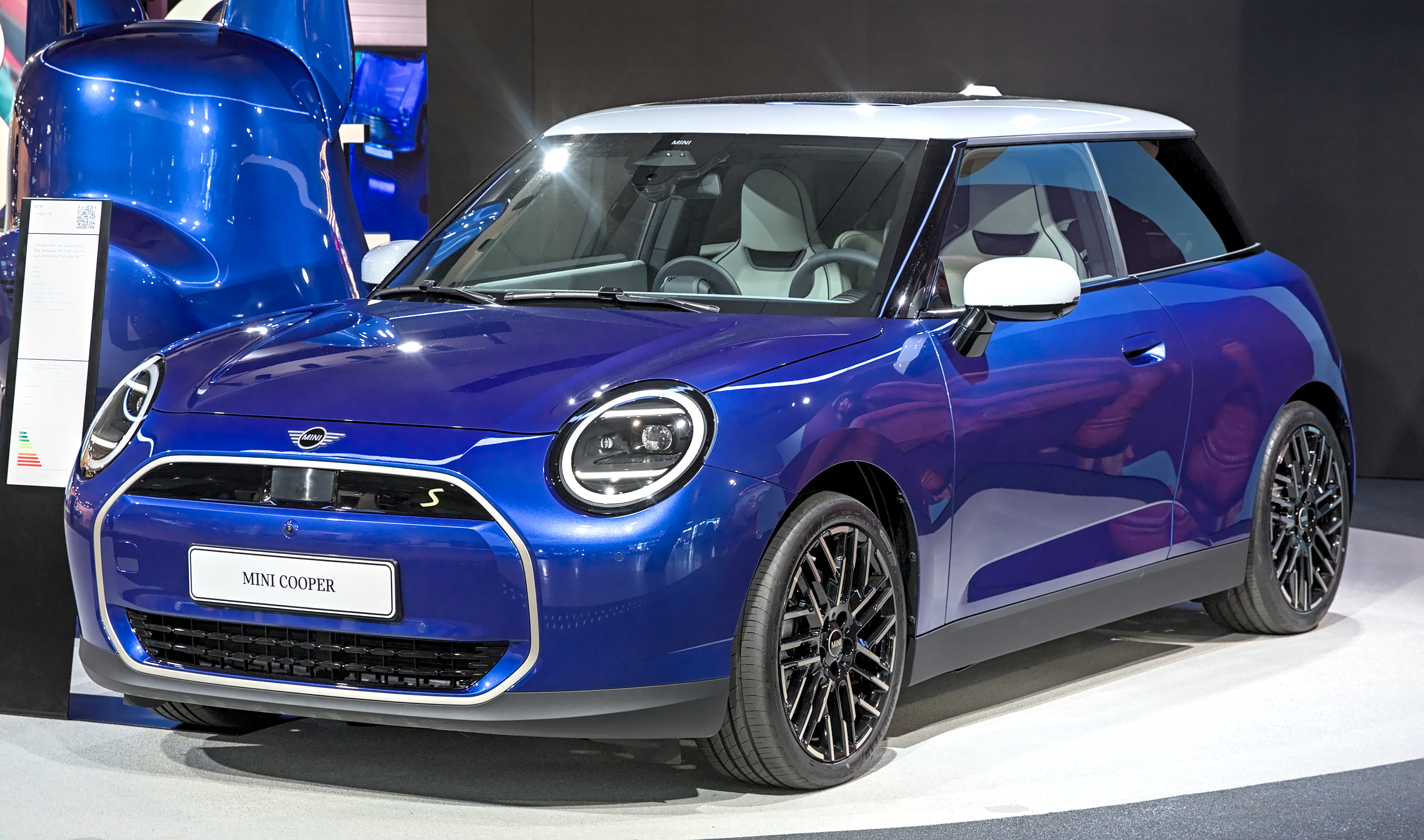
Mini Cooper S (J01)

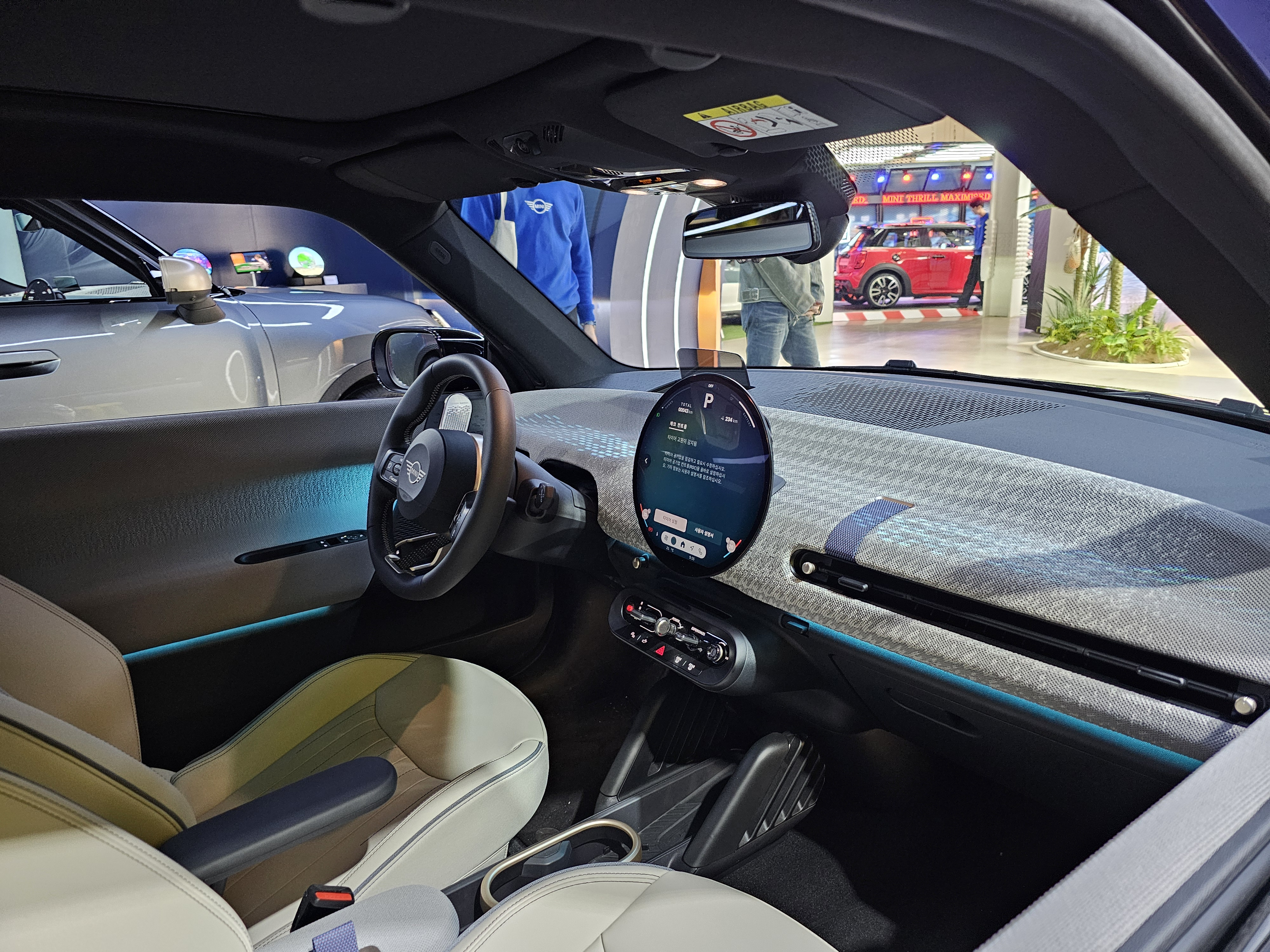
Інтер’єр

Четверте покоління електричного хетчбека Mini було представлено 1 вересня 2023 року. Ця модель доступна виключно як 3-дверний хетчбек і продається як Mini Cooper незалежно від рівня комплектації.  Продажі в Європі почалися в 2024 році, а в Північній Америці він буде доступний як автомобіль 2025 модельного року. Сильно оновлена версія Mini Hatch третього покоління продається разом із цим поколінням з 2024 року як опція з двигуном внутрішнього згоряння (ДВЗ). J01 Cooper доступний у двох конфігураціях Cooper E та Cooper SE. 
Модель була розроблена та вироблена компанією Spotlight Automotive, спільним підприємством BMW Group і Great Wall Motor, на нещодавно побудованому заводі в Чжанцзягані, Цзянсу, Китай.  Перші одиниці масового виробництва вийшли з заводу 14 жовтня 2023 року.  Оксфордський завод Mini в Оксфорді, Англія, має розпочати виробництво електричного J01 у 2026 році. 
Cooper отримав спрощену компоновку салону, де повністю круглий OLED-сенсорний екран у центрі діаметром 240 мм на базі операційної системи OS9 став єдиним фізичним дисплеєм у салоні.

### Бензинова версія (F65/66/67; 2024)

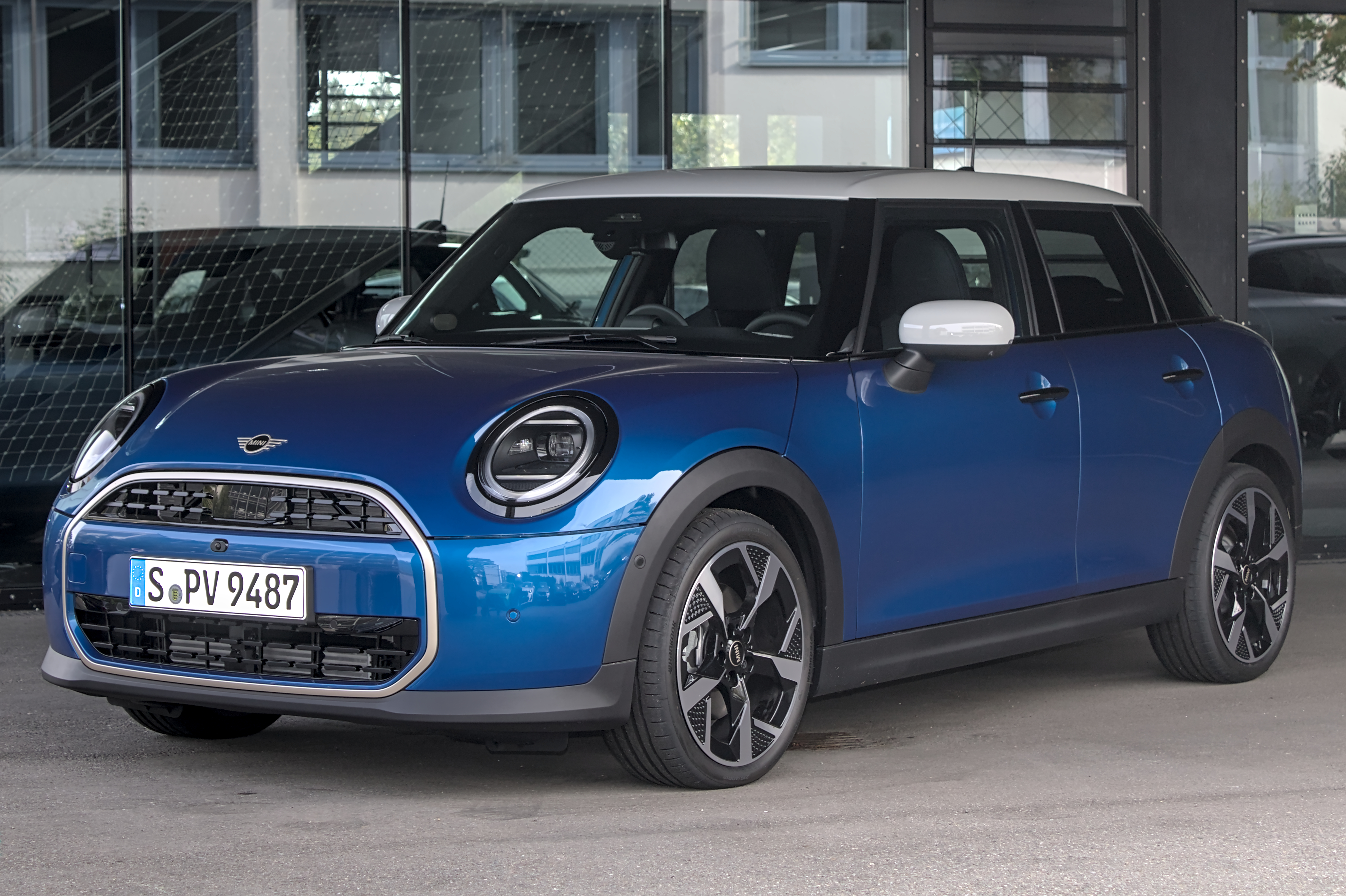
Mini Cooper (F65)

Вироблена у Великобританії версія Cooper з двигуном внутрішнього згоряння (ДВС) розширена до четвертого покоління. Розроблений під кодом моделі F66 (3-дверний), автомобіль дебютував в Інтернеті 6 лютого 2024 року.  Він значною мірою базується на моделі попереднього покоління, одночасно представляючи оновлений стиль із подібними елементами дизайну від електричного J01 Cooper. 

#### Двигуни
- 1.2L turbo B38A15 I3 (Cooper)
- 2.0L turbo B48A20 I4 (Cooper S)

## MINI в кіно
- 2003 року на екрани вийшов рімейк фільму 1969 року «Пограбування по-італійськи» (The Italian Job) з Марком Волбергом, Шарліз Терон і Едвардом Нортоном у головних ролях. Новий MINI також зіграв у фільмі важливу роль.

## Виноски
1. ↑  Більшість моделей MINI: купе, родстер та кабріо - збираються на заводі в Оксфорді, а модель Mini Countryman - в м. Грац, Австрія
2. ↑  Как мы тестировали MINI Cooper 2021 года. Automoto.ua. AutoMoto.ua (рос.). Процитовано 19 січня 2021.